# Baby (canção de Ashanti)
"Baby" é uma canção da cantora americana Ashanti, gravada para promover seu álbum de estreia. A música foi escrita por Irving Lorenzo, Anslem Douglas, Andre Parker, Brad Jordan, Mike Dean e 7 Aurelius, sua produção foi feita por Irv Gotti e Chink Santana.

## Faixas e formatos
Remixes
- Baby [Remix] [Clean] Rap [com] - Crooked I
- Baby [Remix] [Clean W/O Rap]
- Baby [Remix] [Instrumental]
- Baby [Remix] [Clean]  Rap [com] - Scarface
- Baby [Remix] [com] - Dizzee Rascal

## Desempenho
| Tabelas musicais (2002)                | Melhor posição |
| -------------------------------------- | -------------- |
| Países Baixos - Dutch Singles Chart    | 48             |
| Alemanha - German Singles Chart        | 89             |
| Estados Unidos - Billboard Hot 100     | 15             |
| Estados Unidos - Hot R&B/Hip-Hop Songs | 6              |